# Радослав Мавър
Радослав Мавър е български болярин от София, който през 1476 г. заплаща зографисването на черквата в Драгалевския манастир. В нейния външен притвор са запазени забележителните ктиторски портрети на държащия макет на храма Радослав, на жена му Вида и на синовете им Никола Граматик и Стахия – съпрузите на северната стена, младите на западната. „Пописа ся потщанием их", съобщава дарителски надпис над входа.

## Памет
На Радослав Мавър е наречена улица в квартал „Драгалевци“ в София (Карта).